# 三澤佳奈
三澤 佳奈（みさわ かな、1992年11月19日 - ）は東京都出身のタレント、グラビアアイドル。よしもとグラビアエージェンシー（以下、YGA）所属の第5期メンバー。

## 人物
- 趣味：ダンス
- マイブーム ：ネイル、お買い物
- チャームポイント : ぱっちり目、ツインテール
- 自分を動物に例えると : コアラ
- 自己紹介挨拶 : こんにちわちゅ 略してー？ こーんちゅ たのしんでいったろ！ やったろ！ いえい☆
- イメージカラー : ブルー(青)
- 性格 : 目立つことは大好き 反面、ただ落ち込みやすいところがある
- 持ちネタ : ライブ中、曲間で行うMCでの"すべっちゃった みんなみんなみんな"が有名

## 中学や高校での部活動歴
- 中学はバスケ部
- 高校はダンス部 ダンスは私学大会で創作ダンス文化祭や卒業公演ではジャズダンスやヒップホップ主にヒップホップ、部活とは別にスタジオでも習っていた。

## 来歴
- 2010年05月29日 - YGA　新メンバー最終オーディションで合格し、YGA5期生として加入
- 2011年11月19日 - YGA  生誕祭を最後に卒業

## 活動
※YGAとしての活動は除く
- YGAとしての活動はよしもとグラビアエージェンシーを参照

### ライブ
- 『明和電機×NUT「春のおめでトーン♡ありがトーン」フェア』(2011年4月2日)
- 『明和電機ライブツアー「ボイスメカニクス」』(2011年10月16日)